# Eydís Evensen
Eydís Evensen er en islandsk pianist og komponist.
Evensen kommer fra den nordislandske by Blönduós fra et hjem hvor der blev spillet både Led Zeppelin og Tchaikovsky.
Hun begyndte at modtage klaverundervisning da hun var seks år og komponerede sit første stykke da hun var syv år.
Som 13-årig lavede hun sin egen cd med seks klaverstykker.
Evensen gik på Menntaskólinn við Hamrahlíð hvor hun sang i koret ledet af Þorgerður Ingólfsdóttir og planlagde oprindeligt at studere klassisk musik i Wien, men sprang fra.
I stedet rejste hun rundt flere år og arbejdede som model i London og New York.
Evensens debutalbum Bylur (islandsk for snestorm) blev udgivet på XXIM Records under Sony i april 2021.
Hun gav koncert i Royal Albert Halls Elgar-rum i oktober 2021.
Musikken er beskrevet som "post-klassisk" eller nyklassisk.
Som inspirationskilder nævner Evensen Pink Floyd, Led Zeppelin, Deep Purple, Philip Glass, Thom Yorke og Nils Frahm.